# Daniel Tabera
Daniel Tabera (ur. 25 grudnia 1977 w Walencji) – hiszpański zawodnik mieszanych sztuk walki walczący w kategorii półśredniej, średniej oraz półciężkiej.
Walczył dla takich organizacji jak: Bellator MMA, M-1 Global oraz KSW, w którym był finalistą turnieju wagi półciężkiej. Jego zawodnicza kariera w MMA trwała w latach 2002-2015.

## Kariera MMA

### KSW
W swojej pierwszej walce w polskiej organizacji Tabera zmierzył się 13 września 2008 z Mamedem Chalidowem. Walka, która odbyła się na gali KSW Extra zakończyła się ostatecznie remisem.
7 maja 2010 roku Tabera powrócił do organizacji na turniej KSW w wadze półciężkiej. Tego samego wieczoru zmierzył się z Grigorem Aszugbabjanem i Attilą Veghiem. Pokonał rywali odpowiednio przez większościową decyzję oraz poddanie.
18 września 2010 roku na KSW 14: Dzień Sądu został pokonany przez Jana Błachowicza, byłego mistrza UFC w wadze półciężkiej.

### Od 2010
4 grudnia 2010 na gali Bitetti Combat 8: 100 Years of Corinthians przegrał jednogłośnie z kolejnym byłym mistrzem wagi półciężkiej UFC, Gloverem Teixeirą.
9 czerwca 2012 zmierzył się z Hiszpanem, Enocem Solves Torresem na gali Almogavers: The Chance 3. Wygrał walkę przez nokaut w trzeciej rundzie.
Po ponad dwuletniej przerwie powrócił do zawodowych rywalizacji w wadze półśredniej (wcześniej w wadze półciężkiej). 15 sierpnia 2014 zmierzył się z Ilyą Doderkinem na M-1 Challenge 50: Battle on Neva. Wyrównany pojedynek zwyciężył niejednogłośną decyzją sędziowską.
17 października 2014 zmierzył się z Muradem Abdulaevem na M-1 Challenge 52: Battle of Narts. Przegrał walkę przez techniczny nokaut w drugiej rundzie.

## Osiągnięcia

### Mieszane sztuki walki
- 2006: Zwycięzca turnieju MARS w wadze średniej
- 2010: Finalista turnieju KSW w wadze do 95 kg

## Lista zawodowych walk w MMA
| Wynik     | Bilans | Przeciwnik (bilans przed walką) | Rozstrzygnięcie                      | Runda | Czas  | Rozgrywki                                 | Data       | Miejsce          | Uwagi                                                                  |
| --------- | ------ | ------------------------------- | ------------------------------------ | ----- | ----- | ----------------------------------------- | ---------- | ---------------- | ---------------------------------------------------------------------- |
| Przegrana | 18-8-3 | Rashid Dagaev (3-1)             | Decyzja (jednogłośna)                | 3     | 5:00  | M-1 Challenge 59: Battle of Nomads 5      | 03.07.2015 | Astana           |                                                                        |
| Przegrana | 18-7-3 | Gilberto Galvão (25-5-1)        | Decyzja (niejednogłpśna)             | 3     | 5:00  | AFL 2 Madrid : Los 3 Mas Grandes          | 29.11.2014 | Fuenlabrada      | Main Event                                                             |
| Przegrana | 18-6-3 | Murad Abdulaev (13-4)           | KO (cios)                            | 2     | 1:11  | M-1 Challenge 52: Battle of Narts         | 17.10.2014 | Nazrań           |                                                                        |
| Wygrana   | 18-5-3 | Ilya Doderkin (5-0)             | Decyzja (niejednogłośna)             | 3     | 5:00  | M-1 Challenge 50: Battle on Neva          | 15.08.2014 | Petersburg       |                                                                        |
| Wygrana   | 17-5-3 | Enoc Solves Torres (11-4)       | TKO (ciosy pięściami)                | 3     | 1:26  | Almogavers: The Chance 3                  | 09.06.2012 | Barcelona        | Main Event                                                             |
| Przegrana | 16-5-3 | Glover Teixeira (11-2)          | Decyzja (jednogłośna)                | 3     | 5:00  | Bitetti Combat 8: 100 anos do Corinthians | 04.12.2010 | São Paulo        |                                                                        |
| Przegrana | 16-4-3 | Ricco Rodriguez (44-11)         | Decyzja (jednogłośna)                | 3     | 5:00  | Israel Fighting Championship: Genesis     | 09.11.2010 | Tel Awiw         |                                                                        |
| Przegrana | 16-3-3 | Jan Błachowicz (11-2)           | TKO (poddanie przez narożnik)        | 2     | 4:20  | KSW 14: Dzień Sądu                        | 24.09.2010 | Łódź             | Finał turnieju KSW w wadze półciężkiej.                                |
| Wygrana   | 16-2-3 | Attila Végh (18-2)              | Poddanie (dźwignia prosta na kolano) | 1     | 4:57  | KSW 13: Kumite                            | 07.05.2010 | Katowice         | Półfinał turnieju KSW w wadze półciężkiej.                             |
| Wygrana   | 15-2-3 | Grigor Aszugbabjan (4-2)        | Decyzja (większościowa)              | 2     | 5:00  | KSW 13: Kumite                            | 07.05.2010 | Katowice         | Ćwierćfinał turnieju KSW w wadze półciężkiej.                          |
| Wygrana   | 14-2-3 | Kevin Thompson (9-2)            | Poddanie (duszenie gilotynowe)       | 1     | 4:09  | Bushido Challenge 1: War of the Warriors  | 13.12.2009 | Norwich          |                                                                        |
| Wygrana   | 13-2-3 | Alexey Belyaev (6-2)            | Decyzja (jednogłośna)                | 3     | 3:00  | Draka MMA: Governor's Cup 4               | 07.11.2009 | Chabarowsk       |                                                                        |
| Przegrana | 12-2-3 | Jared Hess (6-0-1)              | Poddanie (duszenie zza pleców)       | 1     | 2:34  | Bellator 3 & 4                            | 17.04.2019 | Norman           | Debiut w Bellator MMA. Ćwierćfinał turnieju Bellator w wadze średniej. |
| Remis     | 12-1-3 | Mamed Chalidow (17-3)           | Remis                                | 3     | 5:00  | KSW Extra                                 | 13.09.2008 | Dąbrowa Górnicza | Debiut w KSW.                                                          |
| Wygrana   | 12-1-2 | Wiaczesław Wasilewski (1-0)     | Decyzja (jednogłośna)                | 3     | 5:00  | Battle Of Leaders: Europe vs. Russia      | 29.08.2008 | Perm             |                                                                        |
| Wygrana   | 11-1-2 | Kamil Aygun (7-2)               | TKO (ciosy pięściami)                | 2     | 1:58  | M-1 Challenge 3                           | 31.05.2008 | Gran Canaria     |                                                                        |
| Wygrana   | 10-1-2 | Mikhail Zayats (4-0)            | Poddanie (duszenie zza pleców)       | 1     | N/A   | M-1: Emelianenko Cup 2008                 | 15.05.2008 | ?                |                                                                        |
| Przegrana | 9-1-2  | Roman Zentsov (18-12)           | Decyzja (jednogłośna)                | 2     | 5:00  | M-1 Challenge 2                           | 03.04.2008 | Petersburg       |                                                                        |
| Wygrana   | 9-0-2  | Ken Sparks (5-2)                | Poddanie (duszenie zza pleców)       | 1     | N/A   | Cage Wars 10: Braveheart                  | 15.03.2008 | Glasgow          |                                                                        |
| Wygrana   | 8-0-2  | Vitaly Shemetov (10-6)          | Poddanie (duszenie zza pleców)       | 1     | 4:45  | Shooto Belgium: Encounter the Braves      | 15.12.2007 | Charleroi        |                                                                        |
| Wygrana   | 7-0-2  | Brayan Rafiq (4-0)              | Decyzja (większościowa)              | 2     | 5:00  | MARS 5: Marching On                       | 28.10.2006 | Tokio            | Wygrał turniej MARS w wadze średniej.                                  |
| Wygrana   | 6-0-2  | Ryuhei Sato (8-4-1)             | Decyzja (jednogłośna)                | 2     | 5:00  | MARS 5: Marching On                       | 28.10.2006 | Tokio            | Półfinał turnieju MARS w wadze średniej.                               |
| Wygrana   | 5-0-2  | Myung Ho Bae (1-1)              | Poddanie (duszenie północ-południe)  | 3     | 0:57  | MARS 4: New Deal                          | 26.08.2006 | Tokio            |                                                                        |
| Wygrana   | 4-0-2  | Ron Faircloth (17-9)            | Decyzja (jednogłośna)                | 3     | 5:00  | Euphoria 3: USA vs. The World             | 26.02.2005 | Atlantic City    |                                                                        |
| Remis     | 3-0-2  | Gilbert Yvel (27-9)             | Remis (jednogłośny)                  | 1     | 10:00 | M-1: Russia vs. The World 7               | 05.12.2003 | Petersburg       |                                                                        |
| Wygrana   | 3-0-1  | Sergey Kaznovsky (7-10)         | Decyzja (jednogłośna)                | 1     | 10:00 | M-1: Russia vs. The World 6               | 10.10.2003 | Moskwa           |                                                                        |
| Wygrana   | 2-0-1  | Alexandr Garkushenko (1-3-1)    | TKO (ciosy pięściami)                | 1     | 9:50  | M-1: Russia vs. The World 4               | 15.11.2002 | Petersburg       |                                                                        |
| Wygrana   | 1-0-1  | Tony Zamora (0-0)               | TKO (kontuzja kolana)                | 2     | 0:10  | UC 3: Warriors Quest                      | 08.09.2002 | Chippenham       |                                                                        |
| Remis     | 0-0-1  | Alexander Garkushenko (1-2)     | Remis (jednogłośny)                  | 2     | 5:00  | M-1: Russia vs. The World 3               | 26.04.2002 | Petersburg       | Debiut w zawodowym MMA. Debiut w M-1 Global.                           |